# Династия ранних Ли
Династия ранних Ли (вьет. Tiền Lí Triều, тьы-ном 前李朝, 544-602) — одна из династий Вьетнама. В результате восстания против китайской администрации было основано независимое государство Вансуан. Династия названа по тронному имени основателя — Ли Нам Де (вьет. Lý Nam Đế, тьы-ном 李南帝, 503–548, настоящее имя — Ли Би).

## Предпосылки
Династия Южная Ци была свергнута Сяо Янем, её место заняла династия Лян. Лянцы провели в Зяотяу (ныне северный Вьетнам) административную реформу, разделив крупные единицы, такие как Кыутян, Кыудык, на мелкие — «тяу» (вьет. châu, тьы-ном 州). Вместе с этим многократно возросло число налогов, а система налогообложения усложнилась, в частности, существовал налог с каждого тутового дерева высотой более метра. Из-за возросшего налогового бремени появилась практика продавать себя и родственников в долговое рабство, что вызывало естественный рост недовольства вьетов китайцами. Китайские чиновники ехали в Аннам за деньгами и, накопив нужную сумму, возвращались в Китай.

## Ли Би
Ли Би (вьет. Lý Bí, тьы-ном 李賁) — магистрат Зяотяу (вьет. Giao Châu, тьы-ном 交州, кит. цзяочжоу), региона, примерно совпадающего границами с современным Ханоем. В 541 году Китай был ослаблен войной　Южных и Северных династий, и Ли Би организовал восстание, разозлённый коррупцией и несправедливыми поборами. Он собрал группу единомышленников в долине Хонгхи и изгнал Лян в 543 году. Через год Ли Би был провозглашён императором, чтобы декларировать равенство китайскому императору. Ли Би назвал Вансуан (вьет. Vạn Xuân, тьы-ном 萬春, букв. «вечная весна»). Вансуанские войска успешно отражали атаки вступившего в союз с китайцам царя Тямпы Рудравармана I.
Ли Би также выбрал себе тронное имя: Ли Нам Де (вьет. Lý Nam Đế, тьы-ном 李南帝). Он дал городу Лонгбьену (вьет. Long Biên, тьы-ном 宋平, современный Ханой) статус столицы и окружил себя учёными и талантливыми военными. Ли Нам Де поддерживали знаменитые генералы Фам Ту (вьет. Phạm Tu), Чьеу Тук (вьет. Triệu Túc), Чинь Тхьеу (вьет. Tinh Thieu) и Чьеу Куанг Фук (вьет. Triệu Quang Phục, сын Чьеу Тука, позже известный под именем Чьеу Вьет Выонг). Последний считается одним из национальных героев страны, он взошёл на престол после Ли Нам Де в 548 году.
Ли Нам Де построил множество крепостей в Вансуане для отражения возможных атак с севера и юга. Он основал первый государственный университет для чиновников, провёл ряд административных реформ, а также пропагандировал грамотность среди населения. Реформы основывались на китайском устройстве государства.
В октябре 544 года Лян послали 120-тысячное войско генерала Чэнь Басяня (вьет. Trần Bá Tiên, Чан Ба Тьен), которому сам император передал командование всей армией. Весной 545 Чэнь осадил несколько вансуанских городов. Ли посчитал, что Чэнь планирует долгую осаду, однако весной Чэнь напал в сезон муссонов. Силы Ли не были готовы к нападению, и императору пришлось бежать с чиновниками в Лаос. Ли заболел во время бегства, из-за чего решил передать власть своему брату Ли Тхьен Бао (вьет. Lý Thiên Bảo) и Чьеу Куанг Фуку (вьет. Triệu Quang Phục, тронное имя Чьеу Вьет Выонг), которые были соправителями с 548 по 571 год.
В 548 году, после истощающей болезни, Ли Нам Де умер в Лаосе. Чьеу Вьет Выонг возглавил повстанцев и изгнал китайские войска из Вансуана в 550 году.